# Mus, Gard
Mus là một xã trong vùng Occitanie. Xã Mus, Gard nằm ở khu vực có độ cao trung bình 75 mét trên mực nước biển.